# Puchar Prezydenta AFC
Puchar Prezydenta AFC – cykliczne klubowe rozgrywki piłkarskie, organizowane przez Azjatycką Federację Piłkarską.

## Historia
Idea, dla której stworzono jest puchar, jest taka, aby ważne trofea mogły zdobywać drużyny z państw, w których piłka nożna nie jest jeszcze wystarczająco rozwinięta. W tym celu azjatycki świat piłkarski został podzielony jakby na 2 części pod względem rozwinięcia piłki nożnej. Państwa, w których futbol jest "dojrzały" i rozwinięty, wystawiają swoich kandydatów do Azjatyckiej Ligi Mistrzów i Pucharu AFC. Natomiast kraje "wschodzące" (a więc te, gdzie piłka nożna nie jest wystarczająco rozwinięta) wystawiają swoje zespoły do Puchar Prezydenta AFC.
Puchar Prezydenta AFC powstał w 2005 roku. Jego założycielami było 8 państw: Tadżykistan, Nepal, Chińskie Tajpej, Bhutan, Kirgistan, Sri Lanka, Pakistan oraz Kambodża.
W 2008 roku zostały zaproszone 3 kolejne państwa: Bangladesz, Mjanma oraz Turkmenistan.
W 2011 roku kolejnym członkiem została Palestyna.
Ponadto takie kraje jak Brunei, Timor Wschodni, Laos, Filipiny, Guam, Makau, Korea Północna i Afganistan mogą wystawić swojego uczestnika w tych rozgrywkach, ale dotychczas tego nie uczyniły.

## Kwalifikacje
Generalnie w pucharze występują mistrzowie najwyższych klas rozgrywkowych państw członkowskich z minionego sezonu.

## Zdobywcy pucharu
| Sezon | Gospodarz       | Zwycięzca              | Wynik                      | Drugie miejsce                  |
| ----- | --------------- | ---------------------- | -------------------------- | ------------------------------- |
| 2005  | Nepal           | Regar-TadAZ Tursunzoda | 3 – 0                      | Dordoj-Dynamo Naryn             |
| 2006  | Malezja         | Dordoj-Dynamo Naryn    | 2 – 1 (po dogr.)           | Wachsz Kurgonteppa              |
| 2007  | Pakistan        | Dordoj-Dynamo Naryn    | 2 – 1                      | Nepal Police Club               |
| 2008  | Kirgistan       | Regar-TadAZ Tursunzoda | 2 – 1 (po dogr., k. 4 – 3) | Dordoj-Dynamo Naryn             |
| 2009  | Tadżykistan     | Regar-TadAZ Tursunzoda | 2 – 0                      | Dordoj-Dynamo Naryn             |
| 2010  | Mjanma          | Yadanarbon FC          | 1 – 0 (po dogr.)           | Dordoj Biszkek                  |
| 2011  | Chińskie Tajpej | Taiwan Power Company   | 2 – 0                      | Phnom Penh Crown FC             |
| 2012  | Tadżykistan     | FK Istiqlol Duszanbe   | 2 – 1                      | Markaz Shabab Al Am'ari         |
| 2013  | Malezja         | Balkan Balkanabat      | 1 – 0                      | Khan Research Laboratories F.C. |
| 2014  | Sri Lanka       | Ýedigen Aszchabad      | 2 – 1                      | Rimyongsu Sports Group          |

## Tytuły według państw
| Lp. | Państwo         | Zwycięzca | 2. miejsce |
| --- | --------------- | --------- | ---------- |
| 1   | Tadżykistan     | 3         | 1          |
| 2   | Kirgistan       | 2         | 4          |
| 3   | Mjanma          | 1         | 0          |
| 3   | Chińskie Tajpej | 1         | 0          |
| 5   | Kambodża        | 0         | 1          |
| 5   | Nepal           | 0         | 1          |
| 5   | Korea Północna  | 0         | 1          |
| 5   | Pakistan        | 0         | 1          |